# (32237) Jagadeesan
(32237) Jagadeesan est un astéroïde de la ceinture principale.

## Description
(32237) Jagadeesan est un astéroïde de la ceinture principale. Il fut découvert le 30 juillet 2000 à Socorro (Nouveau-Mexique) par le projet LINEAR. Il présente une orbite caractérisée par un demi-grand axe de 3,00 UA, une excentricité de 0,08 et une inclinaison de 8,8° par rapport à l'écliptique.

## Compléments